# Отзвуки прошлого (фильм, 2023)
«Отзвуки прошлого» (англ. The Old Way) — вестерн 2023 года американского режиссёра Бретта Доноху с Николасом Кейджем в главной роли. Получил негативные оценки критиков.

## Сюжет
Действие фильма происходит на Диком Западе. Главный герой — бывший стрелок Колтон Бриггс, который теряет жену и решает отомстить её убийце Джеймсу Маккалистеру. Напарником Колтона становится его 12-летняя дочь Брук. В городке Санта-Роза на юге Колорадо Бриггсы настигают Маккалистера и его банду. Колтон расправляется с почти всеми бандитами, но сам погибает от руки Маккалистера, а того, в свою очередь, убивает Брук. Маршал США Франклин Джаррет, тоже охотившийся на банду, убеждает девочку в том, что именно Колтону следует приписать убийство главаря. Брук уезжает, забрав все деньги банды.

## В ролях
- Николас Кейдж — Колтон Бриггс
- Райан Кира Армстронг — Брук Бриггс
- Ноа Ле Гро — Джеймс МакАллистер
- Ник Сирси — маршал Джаррет
- Шайло Фернандес — Бутс
- Клинт Ховард — Юстас
- Абрахам Бенруби — Большой Майк
- Скайлер Стоун — мистер Джеффрис
- Бойд Кестнер — Роберт МакКаллистер
- Дин Армстронг — Кларк

## Создание и оценки
Режиссёром фильма стал Бретт Доноху, он же написал сценарий совместно с Карлом В. Лукасом. Съёмки проходили в США, в штате Монтана. 6 января 2023 года картина вышла в ограниченный театральный прокат, 14 января стала доступна через систему «видео по запросу».
На сайте-агрегаторе отзывов Rotten Tomatoes рейтинг фильма составил 32 % при средней оценке 5,1/10. Рецензенты с этого ресурса сочли, что Кейдж, впервые снявшись в вестерне, просто вернулся к «подбору ролей в неутешительно дешёвых проектах». На сайте Metacritic картина получила 43 балла из 100, что означает «смешанные или средние» отзывы. Обозреватель «Российской газеты» Константин Губанов увидел в «Отзвуках прошлого» заурядный вестерн, снятый с использованием всех жанровых штампов, хотя и имевший сюжетный потенциал. По его словам, «история, имевшая все шансы стать пронзительной драмой о призраках прошлого, в неумелых руках превратилась в наглядную демонстрацию того, как снимать не надо».